# Charolles
Charolles è un comune francese di 3 136 abitanti situato nel dipartimento della Saona e Loira nella regione della Borgogna-Franca Contea.
Fu sede di una contea, lo Charolais, a lungo disputata tra Borgogna, Francia e Spagna.

## Società

### Evoluzione demografica
Abitanti censiti